# الأكاديمية الجزائرية للغة الأمازيغية
الأكاديمية الجزائرية للغة الأمازيغية (بالأمازيغية: ⵜⴰⴽⴰⴷⵉⵎⵉⵜ ⵜⴰⵣⵣⴰⵢⵔⵉⵜ ⵏ ⵜⵓⵜⵍⴰⵢⵜ ⵜⴰⵎⴰⵣⵉⵖⵜ) هي أكاديمية تم تأسيسها عام 2017م في عهد الرئيس عبد العزيز بوتفليقة، مهمتها هي تقعيد وتطوير اللغة الأمازيغية. يترأسها محمد جلاوي الذي تم تعيينه لعهدة 4 سنوات.

## تاريخ
قام رئيس الجمهورية الجزائرية عبد العزيز بوتفليقة أثناء اجتماع مجلس الوزراء في 27 ديسمبر 2017م بتكليف رئيس وزرائه أحمد أويحي بتنفيذ التوجيهات الصادرة فيما يخص ترقية اللغة الأمازيغية.
فترأس أحمد أويحيى اجتماعا لمجلس الوزراء بتاريخ 8 جانفي 2018م مخصص لتعزيز تدريس اللغة الأمازيغية وإعداد مشروع القانون الأساسي لإنشاء الأكاديمية الجزائرية للغة الأمازيغية.
وكان المجلس الوزاري المشترك أدى إلى سلسلة من التدابير، بما في ذلك تخصيص بنود إضافية في الميزانية، لتعزيز تدريس الأمازيغية في نظام التعليم في الجزائر، وتوسيع نطاق التدريب والبحث في الأمازيغية في الجامعات الجزائرية.
وبالإضافة إلى ذلك، تم إنشاء فريق عمل مشترك بين الإدارات مع رئيس وزراء للشروع في إعداد مشروع قانون أولي لإنشاء هذه الأكاديمية اللغوية.

## أعضاؤها
تم تعيين أعضاء الأكاديمية بقرار رئاسي بتاريخ 23 ديسمبر 2018 تم نشره في الجريدة الرسمية بتاريخ 8 جانفي 2019.
- صالح بايو
- مالك بوجلال
- جودي مرداسي
- جمال نحالي
- عبد الكريم عوفي
- السعيد هادف
- سامية دحماني
- حسينة خردوسي
- عبد العزيز برقاي
- موسى أمرازن
- زهير مكسم
- صادق باله
- العمري بن قسمية
- وردية يارماش
- كريمة أوشيش
- موسى عباس
- صونية بكال
- نصيرة ساحير
- علي تعونات
- رشيد فلكاوي
- لونيس أوقاسي
- خديجة نزال
- حسين أمزيان
- تافكيك أمود

طاهر أحاد
- سالم أوقاري
- علي كرزيكة
- أحمد رمضاني
- يحيى بن يحيى
- مصطفى حموده
- بشير بوهانية
- محمد تحريشي
- ليلى بن عائشة
- محمد رحال
- محمــد الهادي بوطارن
- كمال خالدي
- مصطفى ولد يوسف
- ليديا قرشوش

### مكتبة الصور

علم الجزائر
علم الأمازيغ
مولود معمري
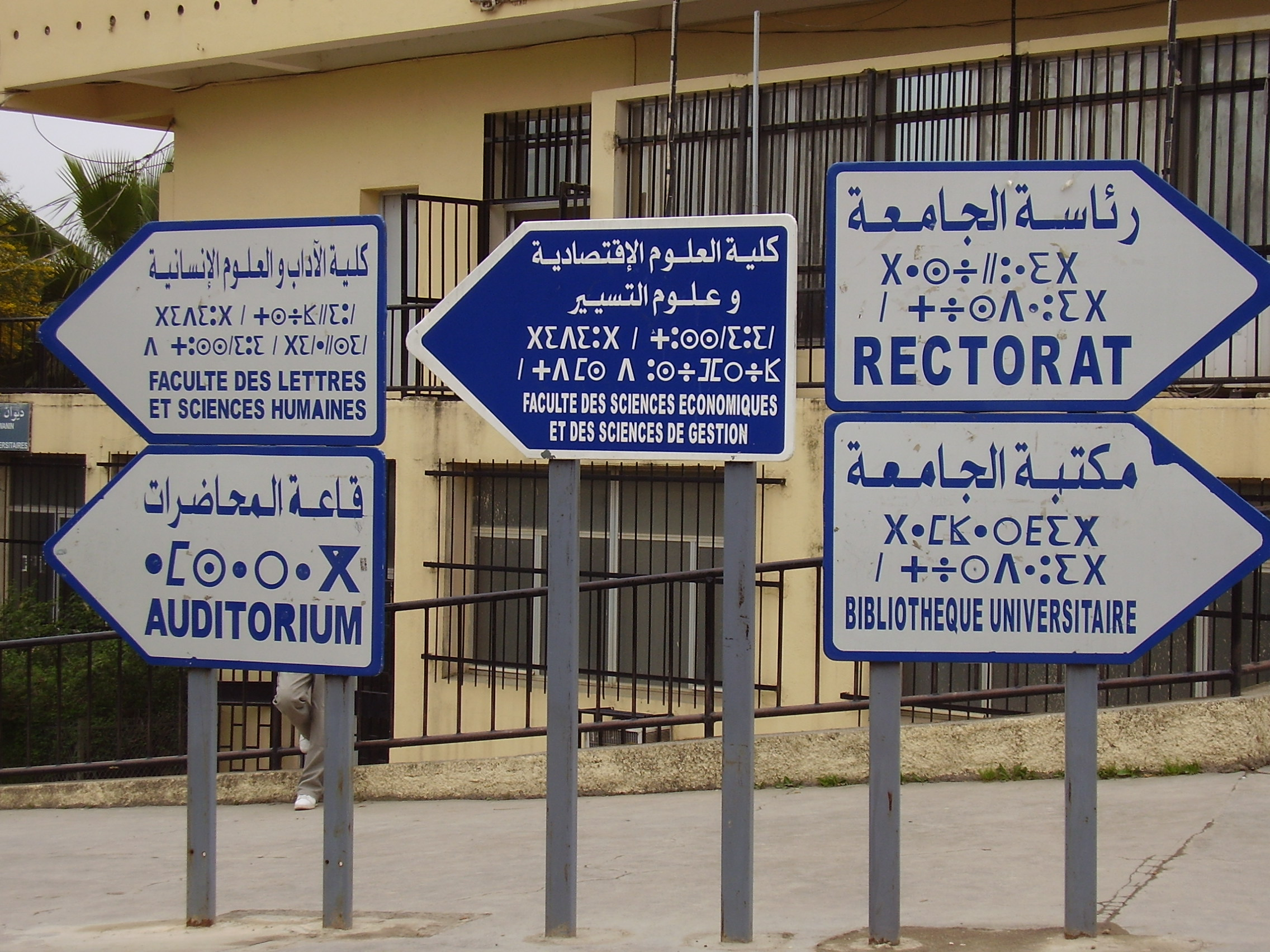
جامعة تيزي وزو

## مواضيع ذات صلة
- قائمة الأكاديميات اللغوية
- المحافظة السامية للأمازيغية
- الإذاعة الجزائرية 2
- قناة الأمازيغية
- تيفيناغ
- تقويم أمازيغي
- لغة أمازيغية
- الشعر الأمازيغي
- الكونغرس العالمي الأمازيغي
- الأكاديمية البربرية